# Яковлев, Сергей Васильевич

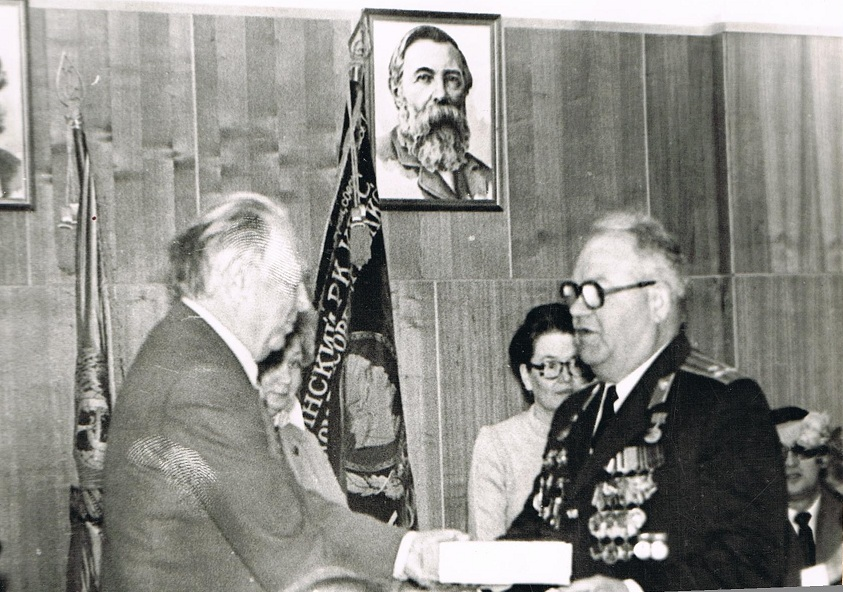
С. В. Яковлев вручает орден А. В. Дорофееву. Москва. 7 мая 1985

Серге́й Васи́льевич Я́ковлев (15 марта 1914, Санкт-Петербург — 14 мая 2005, Москва) — советский и российский учёный в области физикохимии и биохимии очистки природных и сточных вод, систем водоснабжения и канализации промышленного назначения, доктор технических наук (1958), профессор (1960), академик АН СССР (с 1987; с 1991 — академик РАН), действительный член РААСН, Жилищно-коммунальной академии и Академии водохозяйственных наук, почётный член РИА, заслуженный деятель науки и техники РСФСР.

## Биография
В 1940 году окончил Московский институт инженеров коммунального строительства. В 1941—1945 годах работал инженером в Наркомате авиационной промышленности СССР.
В 1947 году защитил кандидатскую диссертацию на тему «Электролитическая очистка сточных вод».
В 1946—1948 годах работал инспектором в Министерстве высшего и среднего специального образования СССР, с 1948 года преподавал в Московском институте инженеров городского строительства Мосгорисполкома (с 1960 года в должности профессора).
В 1958 году защитил докторскую диссертацию на тему «Исследование интенсивных методов очистки сточных вод».
С 1958 по 1969 годы работал в Московском инженерно-строительном институте (в различных должностях: заведующего кафедрой «Канализация», заместителя директора по вечернему отделению, проректора по вечернему и заочному отделению, проректора по научной работе).
С 1969 года и до конца жизни трудился во ВНИИ водоснабжения, канализации, гидротехнических сооружений и инженерной гидрогеологии (ВНИИВОДГЕО), в должности директора, а в дальнейшем — вице-директора.
Основные исследования посвящены разработке физико-химических методов очистки природных и сточных вод. Разработал электрокоагуляционный метод очистки воды (1947), а также метод биохимического восстановления хроматов и бихроматов. Создал и внедрил в промышленность высоконагружаемые биофильтры (1959), биофильтры с пластмассовой загрузкой (1970-е). Предложил методы расчёта аэротенков с регенерацией активного ила (1965), а также способ использования технического кислорода для очистки промышленных сточных вод (1977). Участвовал в создании замкнутых систем водного хозяйства в промышленности.
29 декабря 1981 года был избран членом-корреспондентом АН СССР по отделению физикохимии и технологии неорганических материалов (физикохимия и технология неорганических материалов). 23 декабря 1987 года был избран академиком АН СССР по отделению физикохимии и технологии неорганических материалов (общая химическая технология). После реорганизации АН СССР в РАН стал действительным членом (академиком) РАН.
Дважды лауреат Государственной премии СССР (1981, 1989), лауреат премии Совета Министров СССР.
Похоронен на Троекуровском кладбище.
Высказывания Н. П. Куранова:

Чем дальше уходит время С.В. Яковлева, тем более масштабной, выдающейся предстаёт для нас его личность. Это связано как с его профессиональными достижениями, так и способностью чувствовать, понимать и управлять интересами отдельной личности, предприятия и государства. С.В. Яковлев был государственной личностью, что в большом дефиците сегодня. Этот дефицит настолько велик, что потребность вновь соприкоснуться с личностью С.В. Яковлева не ослабевает. — [Н.П. Куранов. Как на свете жить. В поисках ответа. — Москва: "ДАР/ВОДГЕО", 2017. — 905 с. — ISBN 978-5-98826-016-5.]

## Награды и звания

### Членство в государственных и общественных академиях наук
- член-корреспондент АН СССР[5]
- академик АН СССР (РАН)[5]
- академик РААСН[1]
- академик Жилищно-коммунальной академии[4]
- академик Академии водохозяйственных наук[4]
- почётный член Российской инженерной академии[4]

### Почётные звания
- заслуженный деятель науки и техники РСФСР[1]
- почётный доктор Краковского политехнического института[1][4]
- почётный профессор МГСУ[4]

### Премии
- лауреат Государственной премии СССР (1981)[1]
- лауреат Государственной премии СССР (1989)[1]
- лауреат премии Совета министров СССР[1]
- лауреат Государственной премии Правительства РФ в области науки и техники[1]

### Награды
- ордена Ленина[1]
- орден Трудового Красного Знамени[1]
- орден «Дружбы народов»[1]
- орден «Знак Почета»[1]
- медали[1]

## Избранные работы
- Яковлев С. В., Воронов Ю. В. Водоотведение и очистка сточных вод. Учебник для вузов: - М.: АСВ, 2002 - 704 с.
- Яковлев С. В., Карелин Я. А., Жуков А. И. и др. Канализация. 5-е изд., перераб. и доп. — М.: Стройиздат, 1975. — 632 с.
- Яковлев С. В., Карелин Я. А., Ласков Ю. М. и др. Очистка производственных сточных вод. 2-е изд., перераб. и доп. — М.: Стройиздат, 1985. — 335 с.